# Ria Oosterop-van Leussen
H.R. (Ria) Oosterop-van Leussen (22 september 1952) is een Nederlands politicus van D66.
In de gemeente Zoetermeer werd ze in 1990 gemeenteraadslid. Daar was ze ook enkele jaren wethouder (1994-1998) voor ze in 2000 benoemd werd tot burgemeester van de Noord-Hollandse gemeente Graft-De Rijp. Daarnaast was ze vanaf september 2006 een half jaar waarnemend burgemeester van de aangrenzende en voormalige gemeente Schermer. Op 1 januari 2015 gingen Graft-De Rijp en Schermer op in de nieuwe gemeente Alkmaar.
Oosterop-van Leussen is lid van Provinciale Staten van Zuid-Holland. Van 2017 tot en met juli 2022 zat ze de fractie van D66 voor. Het fractievoorzitterschap werd toen overgenomen door Laura Neijenhuis. 